# Evita (soundtrack)
Evita je treći soundtrack američke pjevačice Madonne izdan 25. listopada 1996. pod Warner Bros. Recorsdom. Osim izvedbi Madonne, soundtrack uključuje i izvedbe Antonia Banderasa, Jonathan Prycea i Jimmy Naila. Ali zbog većine Madonninih pjesama, ovaj se album smatra "Madonninim". Objavljen je u svrhu promoviranja filma Evita. Album je prodan u 7 milijuna primjeraka, od toga 2.5 milijuna u SAD-u.

## O albumu
Soundtrack je nastao u dvije različite verzija: Evita: The Motion Picture Music Soundtrack (izdanje u 2 CD-a sa svim skladbama u filmu) i Evita: Music From The Motion Picture (1 CD s najboljim pjesmama iz filma). Ova druga verzija je bila namijenjena promociji filma.
Album je dospjeo u 10 najboljih albuma na ljestvicama svijeta, dosegnuvši 2. mjesto u SAD-u i 1. mjesto u UK-u. Sadrži 3 uspješna singla: "You Must Love Me" (SAD #18, UK #10), "Don't Cry for Me Argentina"" (SAD #8, UK #3, Francuska #1) i "Another Suitcase in Another Hall" (UK #7). Sva 3 singla je otpjevala Madonna kao glavni vokal.
"You Must Love Me" je osvojila Oscara i Zlatni Globus za najbolju pjesmu. Madonna je za ulogu Evite dobila Zlatni globus za najbolju glumicu u kategoriji komedija/mjuzikl.
Instrumentalnu verziju "Don't Cry for Me Argentina" je Madonna koristila kao interludij na njenoj Drowned World Tour 2001., 2004. je izvela "Lament" na Re-Invention World Tour, a 2008. je otpjevala "You Must Love Me" na Sticky & Sweet Tour u pratnji Kolpakov Trio (bend Roma iz Rusije). Tijekom koncerta na River Plate Stadium u Buenos Airesu u Argentini, Madonna je pjevala i pjesmu "Don't Cry for Me Argentina" nakon izvedbe "You Must Love Me".

## Singlovi
| Naziv                              | Datum               | Prodano kopija   |
| ---------------------------------- | ------------------- | ---------------- |
| "You Must Love Me"                 | 21. listopada 1996. | 1.100.000        |
| "Don't Cry for Me Argentina"       | 4. veljače 1997.    | 2.100.000        |
| "Another Suitcase in Another Hall" | 18. ožujka 1997.    | 500.000          |
| "Buenos Aires"                     | 19. kolovoza 1997.  | promotivni singl |

## Popis pjesama

### The Motion Picture Music Soundtrack
| 1.  | »A Cinema in Buenos Aires, 26 July 1952«    | orkestar, John Mauceri                       | 1:20 |
| 2.  | »Requiem for Evita«                         | orkestar, John Mauceri                       | 4:16 |
| 3.  | »Oh What a Circus«                          | Antonio Banderas, Madonna                    | 5:44 |
| 4.  | »On This Night of a Thousand Stars«         | Jimmy Nail                                   | 2:24 |
| 5.  | »Eva and Magaldi"/"Eva Beware of the City«  | Madonna, Jimmy Nail, Antonio Banderas        | 5:20 |
| 6.  | »Buenos Aires«                              | Madonna                                      | 4:09 |
| 7.  | »Another Suitcase in Another Hall«          | Madonna                                      | 3:33 |
| 8.  | »Goodnight and Thank You«                   | Madonna, Antonio Banderas                    | 4:18 |
| 9.  | »The Lady's Got Potential«                  | Antonio Banderas                             | 4:24 |
| 10. | »Charity Concert"/"The Art of the Possible« | Jimmy Nail, Jonathan Pryce, Antonio Banderas | 2:33 |
| 11. | »I'd Be Surprisingly Good for You«          | Madonna, Jonathan Pryce                      | 4:18 |
| 12. | »Hello and Goodbye«                         | Madonna, Andrea Corr, Jonathan Pryce         | 1:46 |
| 13. | »Peron's Latest Flame«                      | Antonio Banderas, Madonna                    | 5:17 |
| 14. | »Dice Are Rolling"/"A New Argentina«        | Jonathan Pryce, Madonna, Antonio Banderas    | 8:09 |

| CD2    | CD2                                                         | CD2                                              | CD2      | CD2 | CD2 | CD2 | CD2 | CD2 | CD2 |
| Br.    | Skladba                                                     | Izvođač(i)                                       | Trajanje |     |     |     |     |     |     |
| ------ | ----------------------------------------------------------- | ------------------------------------------------ | -------- | --- | --- | --- | --- | --- | --- |
| 1.     | »On the Balcony of the Casa Rosada 1«                       | Jonathan Pryce                                   | 1:28     |     |     |     |     |     |     |
| 2.     | »Don't Cry for Me Argentina«                                | Madonna                                          | 5:31     |     |     |     |     |     |     |
| 3.     | »On the Balcony of the Casa Rosada 2«                       | Madonna                                          | 2:00     |     |     |     |     |     |     |
| 4.     | »High Flying, Adored«                                       | Antonio Banderas, Madonna                        | 3:32     |     |     |     |     |     |     |
| 5.     | »Rainbow High«                                              | Madonna                                          | 2:26     |     |     |     |     |     |     |
| 6.     | »Rainbow Tour«                                              | Antonio Banderas, Gary Brooker, Peter Polycarpou | 4:50     |     |     |     |     |     |     |
| 7.     | »The Actress Hasn't Learned the Lines (You'd Like To Hear)« | Madonna, Antonio Banderas                        | 2:31     |     |     |     |     |     |     |
| 8.     | »And the Money Kept Rolling in (and out)«                   | Antonio Banderas                                 | 3:53     |     |     |     |     |     |     |
| 9.     | »Partido Feminista«                                         | Madonna                                          | 1:40     |     |     |     |     |     |     |
| 10.    | »She Is a Diamond«                                          | Jonathan Pryce                                   | 1:39     |     |     |     |     |     |     |
| 11.    | »Santa Evita«                                               | orkestar, John Mauceri                           | 2:30     |     |     |     |     |     |     |
| 12.    | »Waltz for Eva and Che«                                     | Madonna, Antonio Banderas                        | 4:31     |     |     |     |     |     |     |
| 13.    | »Your Little Body's Slowly Breaking Down«                   | Madonna, Jonathan Pryce                          | 1:24     |     |     |     |     |     |     |
| 14.    | »You Must Love Me«                                          | Madonna                                          | 2:50     |     |     |     |     |     |     |
| 15.    | »Eva's Final Broadcast«                                     | Madonna                                          | 3:05     |     |     |     |     |     |     |
| 16.    | »Latin Chant«                                               | orkestar, John Mauceri                           | 2:11     |     |     |     |     |     |     |
| 17.    | »Lament«                                                    | Madonna, Antonio Banderas                        | 5:17     |     |     |     |     |     |     |
| 107:30 |                                                             |                                                  |          |     |     |     |     |     |     |

### Music from the Motion Picture
| 1.    | »Requiem For Evita«                        | orkestar, John Mauceri                    | 4:16 |
| 2.    | »Oh What a Circus«                         | Antonio Banderas, Madonna                 | 5:44 |
| 3.    | »On This Night of a Thousand Stars«        | Jimmy Nail                                | 2:24 |
| 4.    | »Eva and Magaldi"/"Eva Beware of the City« | Madonna, Jimmy Nail, Antonio Banderas     | 5:20 |
| 5.    | »Buenos Aires«                             | Madonna                                   | 4:09 |
| 6.    | »Another Suitcase in Another Hall«         | Madonna                                   | 3:33 |
| 7.    | »Goodnight and Thank You«                  | Madonna, Antonio Banderas                 | 4:18 |
| 8.    | »I'd Be Surprisingly Good for You«         | Madonna, Jonathan Pryce                   | 4:18 |
| 9.    | »Peron's Latest Flame«                     | Antonio Banderas, Madonna                 | 5:17 |
| 10.   | »A New Argentina«                          | Jonathan Pryce, Madonna, Antonio Banderas | 4:15 |
| 11.   | »Don't Cry for Me Argentina«               | Madonna                                   | 5:31 |
| 12.   | »High Flying, Adored«                      | Antonio Banderas, Madonna                 | 3:32 |
| 13.   | »Rainbow High«                             | Madonna                                   | 2:26 |
| 14.   | »And the Money Kept Rolling in (and out)«  | Antonio Banderas                          | 3:53 |
| 15.   | »She Is a Diamond«                         | Jonathan Pryce                            | 1:39 |
| 16.   | »Waltz for Eva and Che«                    | Madonna, Antonio Banderas                 | 4:31 |
| 17.   | »You Must Love Me«                         | Madonna                                   | 2:50 |
| 18.   | »Eva's Final Broadcast"/"Latin Chant«      | Madonna                                   | 5:15 |
| 19.   | »Lament«                                   | Madonna, Antonio Banderas                 | 5:17 |
| 77:17 |                                            |                                           |      |

## Uspjeh na ljestvicama i certifikacije
| Država                 | Pozicija |
| ---------------------- | -------- |
| Australija             | 5        |
| Austrija               | 1        |
| Finska                 | 17       |
| Francuska              | 2        |
| Italija                | 2        |
| Japan                  | 21       |
| Nizozemska             | 6        |
| Norveška               | 3        |
| Novi Zeland            | 6        |
| Njemačka               | 2        |
| Španjolska             | 16       |
| Švedska                | 5        |
| Švicarska              | 1        |
| Ujedinjeno Kraljevstvo | 1        |
| US Billboard 200       | 2        |

| Država                 | Certifikacije |
| ---------------------- | ------------- |
| Argentina              | Platinasta    |
| Australija             | Platinasta    |
| Austrija               | 2× Platinasta |
| Brazil                 | Zlatna        |
| Europa                 | 2× Platinasta |
| Hong Kong              | Platinasta    |
| Nizozemska             | Zlatna        |
| Norveška               | Zlatna        |
| Njemačka               | Platinasta    |
| Poljska                | Zlatna        |
| Španjolska             | Zlatna        |
| Švicarska              | Platinasta    |
| Ujedinjeno Kraljevstvo | 2× Platinasta |
| Sjedinjene Države      | 5× Platinasta |

### Singlovi
| 1996                                              | "You Must Love Me"                 | 18 | — | 11 | — | 11 | 41 | 78 | 4 | 43 | 10 | - US: Zlatna                |
| 1996                                              | "Don't Cry for Me Argentina"       | 8  | 1 | 9  | 3 | 14 | 1  | 3  | 2 | 4  | 3  | - AUS: Zlatna - UK: Srebrna |
| 1997                                              | "Another Suitcase in Another Hall" | —  | — | —  | — | —  | —  | —  | 8 | —  | 7  | —                           |
| "—" nije izdana ili se nije pojavila na ljestvici |                                    |    |   |    |   |    |    |    |   |    |    |                             |